# Network 10
Network 10 (o Channel Ten) è uno dei principali network televisivi australiani.
Nacque nel 1965 dopo che il governo decise di concedere la licenza per la costruzione di un terzo network televisivo privato che andasse a rompere il duopolio commerciale di Seven Network e Nine Network.
Le maggiori stazioni operative appartenenti al network si trovano nelle cinque città più popolate (Sydney, Melbourne, Brisbane, Adelaide e Perth) mentre numerose tv affiliate ad essa coprono l'intero territorio australiano. È storicamente il terzo canale più seguito in Australia, dopo Seven Network e Nine Network e davanti a ABC e SBS. Ha avuto anche una sua versione in HD, poi diventata simulcast del network e sostituita da un canale tematico.
Dopo una profonda crisi finanziaria, nel 2017 il network è stato acquisito da CBS Corporation (ora Paramount Global) e ha assunto il nome attuale.

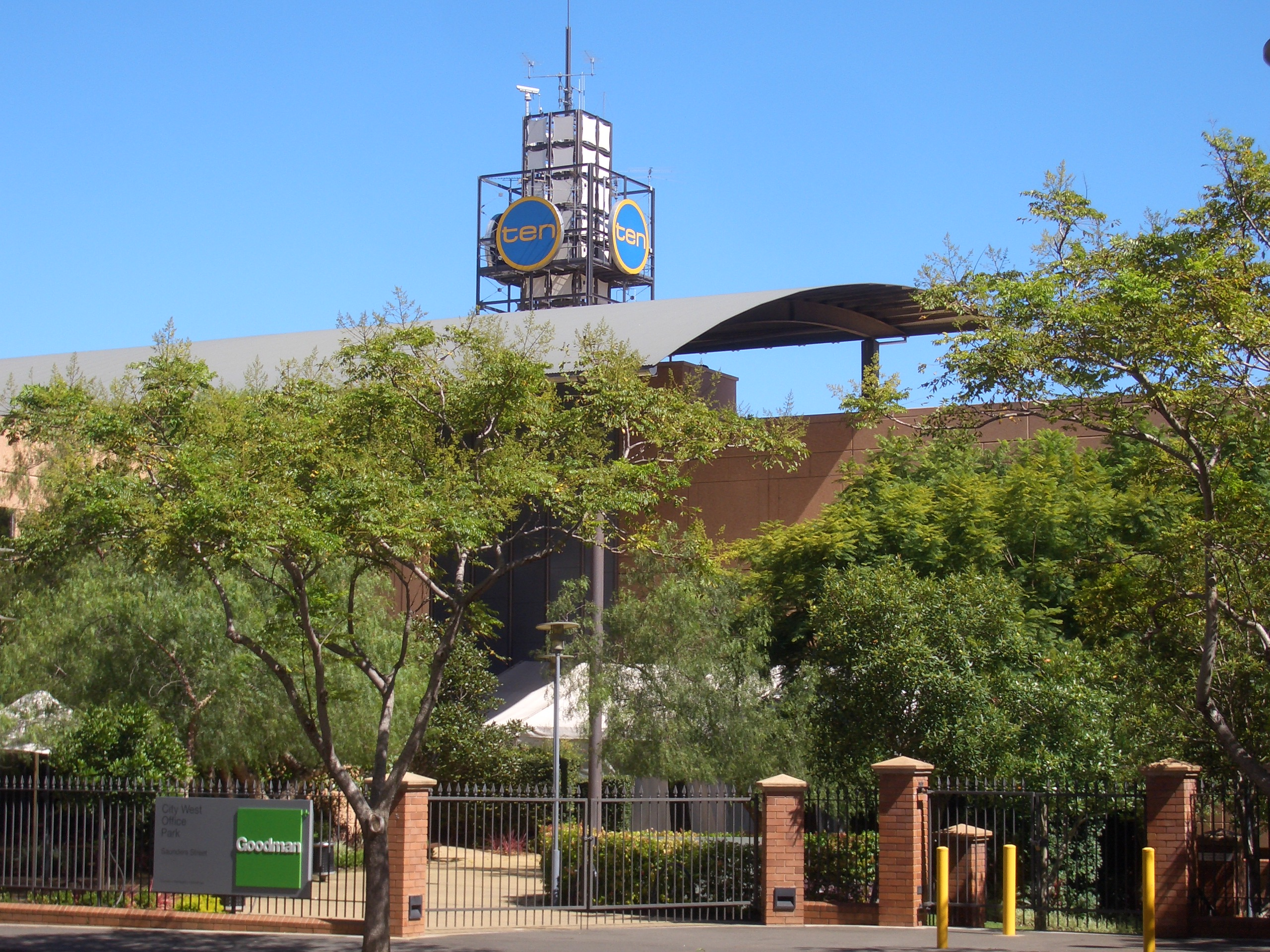
Centro di trasmissione a Sydney

## Produzioni

### Show
- Search for a Supermodel (2000-2002)
- Talkin' 'Bout Your Generation (2009-in corso)
- The 7PM Project (2009-2011)
- The Renovators - Case fai da te (2011-in corso)
- The Living Room (2012-in corso)
- MasterChef Australia (2008-in corso)

### Serie televisive
- Le isole perdute (The Lost Islands) (1976)
- Ritorno a Eden (1983-1986)
- Kelly (1991)
- Ocean Girl (1994-1998)
- Thunderstone (1999-2000)
- Horace and Tina (2001)
- Cybergirl (2001-2002)
- Le isole dei pirati (2003)
- The Secret Life of Us (2001-2005)
- Geni per caso (2004-2006)
- Scooter (2005)
- H2O (2006-2010)
- Il tesoro delle Fiji (2007)
- Reef Doctors - Dottori a Hope Island (2013)